# Music fund

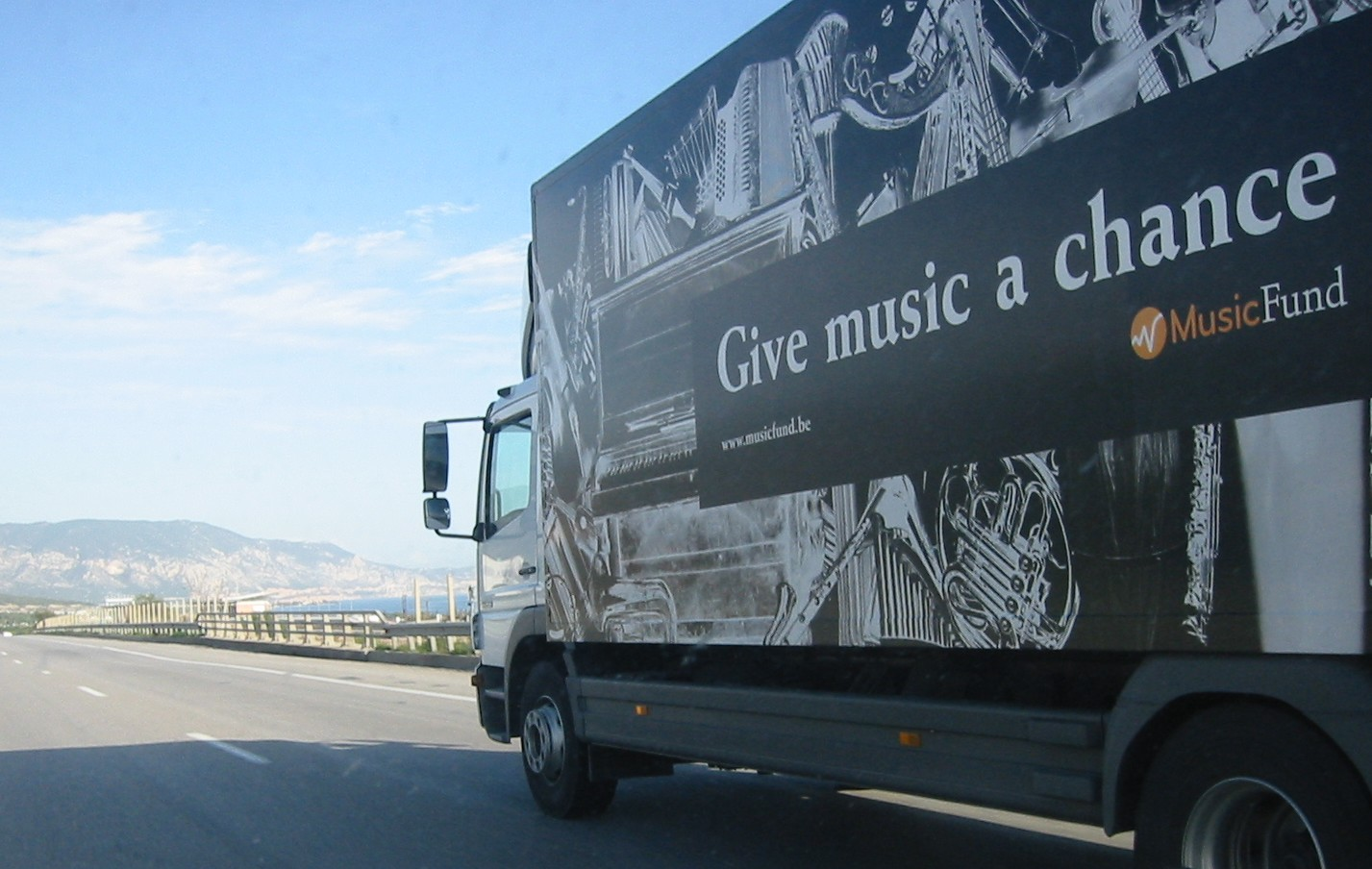

Music Fund colectează instrumente muzicale și organizează cursuri de pregătire privind reparația de instrumente în țările în curs de dezvoltare și în zonele de conflict, începând din anul 2005.
Music Fund este rezultatul unei sinergii între o Organizație Non-Guvernamentală, Oxfam Solidarity, și un ansamblu muzical, Ictus. 
Prima colecție de instrumente muzicale a luat ființă în 2005, la un an după crearea Music Fund, și a fost un succes imediat și imens, astfel că mai mult de 500 de instrumente de tot felul au fost colectate. Câteva luni mai târziu, în Decembrie 2005, primul transport a fost organizat și instrumentele au fost duse în Palestina și Israel.  Această acțiune a avut un succes uriaș, ca urmare s-a hotărât să se repete, de aceasta dată în Congo (Kinshasa) și Mozambic (Maputo). 
Lipsa (totală/parțială) de instrumente muzicale din aceste țări este încă o problemă crucială. Astfel, instrumente sunt colectate în mod regulat  pentru Music Fund în întreaga Europă. Aceste instrumente sunt reparate înainte de a fi distribuite școlilor partenere. 
Menținerea acestor instrumente în bune condiții de utilizare este a doua prioritate a Music Fund. În acest sens, o parte din cursuri se desfășoară local, între școlile partenere, prin sesiuni de pregătire și seminarii. Iar în scopul oferirii unor cursuri continue, unii elevi, pe bază de bursă, sunt trimiși la studii de lungă durată în școli specializate unde urmează un stagiu de pregătire în atelierele experților afiliați cu Music Fund din Europa. „Know-how”-ul pe care îl vor avea la încheierea unor astfel de stagii le va permite să mențină instrumentele donate în condiții bune, ceea ce va asigura continuitatea acțiunilor inițiate de Music Fund. Într-adevăr, susținerea acestui proiect se află în inima acestor regiuni și în mâinile locuitorilor lor.